# Koninklijk Familiakoor Elsdonk

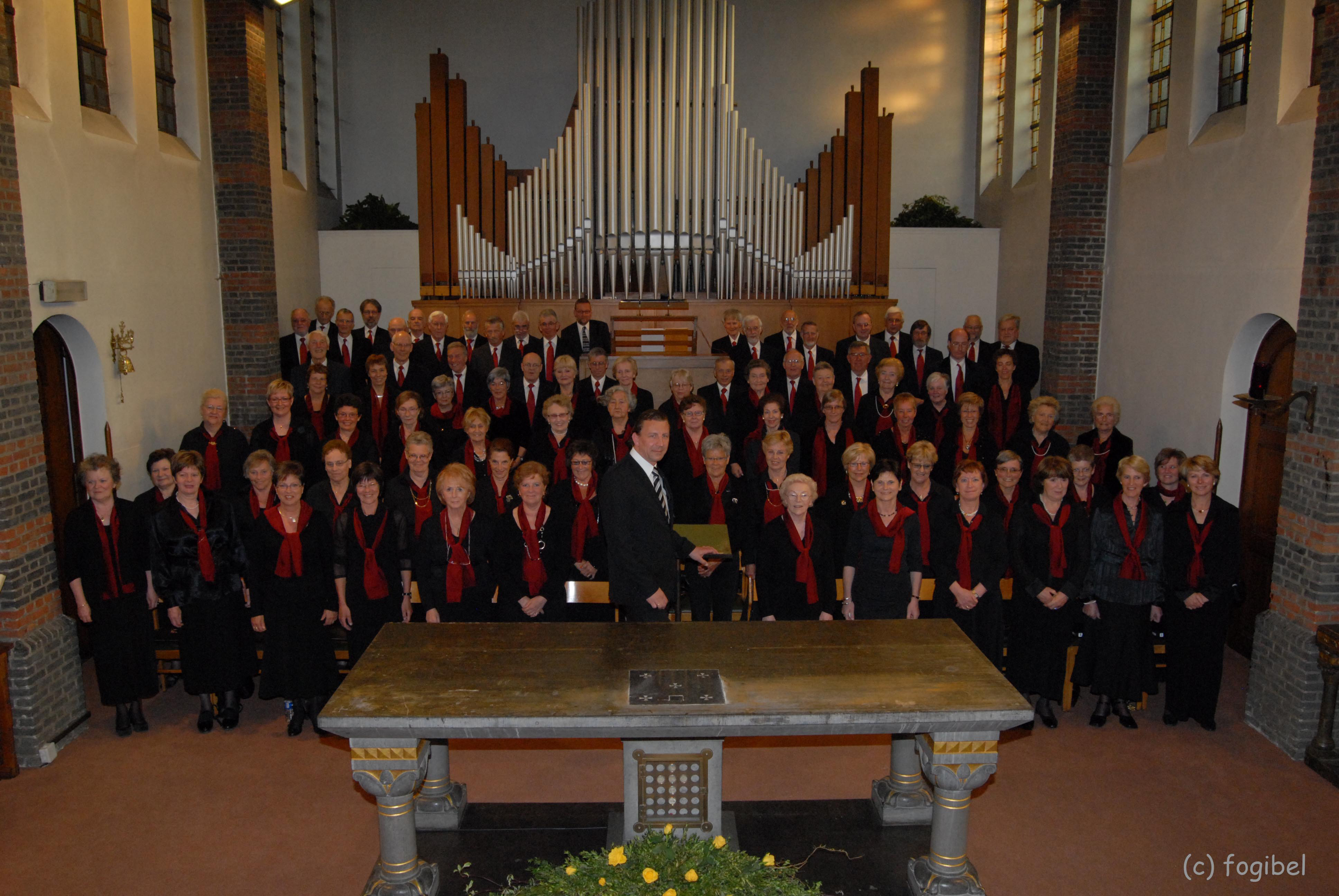
Koninklijk Familiakoor Elsdonk Edegem

Het Koninklijk Familiakoor Elsdonk is een zangkoor uit Edegem dat werd gesticht in 1927. Het koor is even oud als de parochie Heilige-Familie in Edegem. In 1927 werd de muziek in de eerste eucharistieviering van de nieuwe parochie verzorgd door een aantal zangers onder leiding van Jos Doms, destijds ook leider van het Antwerps mannenkoor Sint-Eligius. Uit deze groep zangers ontstond het Sint-Cecilia mannenkoor. Los van deze groep verzamelde mevrouw Delattre een aantal zangeressen in haar Sint-Lucia dameskoor.
Beide koren traden regelmatig gezamenlijk op en werden in 1953 samengevoegd onder de nieuwe naam Gemengd Koor Heilige Familie Elsdonk. Dit gebeurde onder impuls van een nieuwe dirigent, Mon Fornoville. Onder zijn leiding klom het niveau snel uit boven dat van een gemiddeld parochiekoor. In de provinciale toernooien belandde het gemengd koor in de afdeling "Uitmuntendheid".
Er werd steeds meer buiten de gemeente grenzen opgetreden, tot in de Koninklijke Vlaamse Opera toe. Daar werd het koor gevraagd voor versterking tijdens opvoeringen van de opera's Lohengrin van Richard Wagner, Die Meistersinger von Nürnberg eveneens van Richard Wagner en Aida van Giuseppe Verdi.
Vanaf 1969 mag het koor zich Koninklijk Familiakoor Elsdonk noemen.
Na het overlijden van Mon Fornoville in 1985 heeft zijn zoon Paul de leiding van het ruim tachtig leden tellende koor overgenomen. Op zijn initiatief werd het zeventigjarig bestaan van het Familiakoor in december 1997 gevierd met een uitvoering van het oratorium Die Schöpfung van Joseph Haydn, samen met het Antwerps Kamerorkest in de Sint-Theresiakerk in Berchem. Paul Fornoville gaf eind 1999 de fakkel op zijn beurt door aan Erik Demarbaix, die met het koor in 2000 het Requiem van Gabriel Fauré uitvoerde. Als vaste begeleider aan het orgel, werd sedert 1992 Stefan Verberckmoes aangesteld. Begin 2009 trad Michiel Delanghe aan als dirigent.  
Michiel Delanghe heeft in september 2013 de fakkel doorgegeven aan Stijn Paredis. 
Het repertoire is in de loop der jaren zeer uitgebreid geworden en loopt van oratoria en cantaten over missen en religieuze gezangen tot kerstliederen.